# Диагониос
„Диагониос“ (на гръцки: Διαγώνιος) е списание за литература и изкуство, излизало в Солун от 1958 до 1983 година. Основател на списанието е Динос Христианопулос, а художествен ръководител е Карел Чижек. Печата се в Солун, в печатницата на Никос Николаидис, която вече не съществува. Излизат общо 60 броя от списанието в четири периода - в периода 1958 – 1962 година 10 броя, в 1965 – 1969 година 20 тримесечни броя, в 1972 – 1976 година 15 четиримесечни броя и в 1979 – 1983 година 15 четиримесечни броя.
Димитрис Даскалопулос пише за списанието:
| „ | Още от първия си брой в 1958 година „Диагониос“ имаше много ясен типографски характер, безспорна елегантност, което с течение на времето е рядкост в безбройните публикации на нашето време. Това беше единственото списание, което демонстративно игнорира фотосинтезата. И още: не разчиташе на патериците на рекламата или на държавната помощ, за да продължи напред. | “ |